# Ambrosionki (sielsowiet Jazno)
Ambrosionki (biał. Амбросенкі; ros. Амбросенки) – wieś na Białorusi, w obwodzie witebskim, w rejonie miorskim, w sielsowiecie Jazno.
Dawniej używane nazwy – Ambrozionki.

## Historia
W czasach zaborów w gminie Jazno, w powiecie dzisieńskim, w guberni wileńskiej Imperium Rosyjskiego. Pod koniec XIX wieku należała do dóbr Putiatyn Korzeniowskich.
W latach 1921–1945 wieś leżała w Polsce, w województwie wileńskim, w powiecie dziśnieńskim, w gminie Jazno.
Według Powszechnego Spisu Ludności z 1921 roku zamieszkiwały tu 72 osoby, 3 były wyznania rzymskokatolickiego a 69 prawosławnego. Jednocześnie 2 mieszkańców  zadeklarowało polską a 70 białoruską przynależność narodową. Było tu 11 budynków mieszkalnych. W 1931 w 11 domach zamieszkiwało 69 osób.
Wierni należeli do parafii rzymskokatolickiej i prawosławnej w Jaźnie. Miejscowość podlegała pod Sąd Grodzki w Dziśnie i Okręgowy w Wilnie; właściwy urząd pocztowy mieścił się w Jaźnie.
W wyniku napaści ZSRR na Polskę we wrześniu 1939 miejscowość znalazła się pod okupacją sowiecką. 2 listopada została włączona do Białoruskiej SRR. Od czerwca 1941 roku pod okupacją niemiecką. W 1944 miejscowość została ponownie zajęta przez wojska sowieckie i włączona do Białoruskiej SRR.
Od 1991 w składzie niepodległej Białorusi.